# Indisk solfugl
Indisk solfugl (Leptocoma zeylonica) er en spurvefugl, der lever i Sydasien (fra det vestlige Indien og Sri Lanka til Bangladesh og det vestlige Myanmar). De bygger en hængende pose reden bestående af spindelvæv, lav og plantemateriale.